# Szent Mihály és Gábriel arkangyalok fatemplom (Dés)
A Szent Mihály és Gábriel arkangyalok fatemplom műemlékké nyilvánított épület Romániában, Kolozs megyében, a dési városi kórház udvarán. A romániai műemlékek jegyzékében a  CJ-II-m-B-07596 sorszámon szerepel.

## Története
A templom eredetileg Boncnyíresen épült, és 1996-ban került jelenlegi helyére.